# Obernzenn
Obernzenn è un comune tedesco di 2 532 abitanti situato nel land della Baviera.